# Akademia Nauk Technicznych
Akademia Nauk Technicznych, ANT (od 1939 – Polska Akademia Nauk Technicznych, PANT) – ogólnopolskie stowarzyszenie naukowe założone w 1920 roku w Warszawie jako instytucja użyteczności publicznej, którego celem było popieranie rozwoju w Polsce nauk technicznych oraz związanych z nimi nauk matematyczno-fizycznych i rolniczych. Ustawą z 25 maja 1939 r. zostało przekształcone w stowarzyszenie pozostające pod opieką państwa (PANT). Członkowie PANT złożyli mandaty w roku 1949.

## Historia
Stowarzyszenie zostało założone wkrótce po odzyskaniu niepodległości Polski z inicjatywy pracowników Politechniki Warszawskiej i Politechniki Lwowskiej. Jego celem było wspieranie rozwoju młodego państwa w dziedzinie nauk technicznych i związanych z nimi nauk podstawowych,  matematyczno-fizycznych i rolniczych.  
W pierwszej grupie członków założycieli było sześciu przedstawicieli Politechniki Warszawskiej i sześciu – Politechniki Lwowskiej. Posiedzenie organizacyjne odbyło się w Warszawie 26 listopada 1920 roku. Uczestnicy posiedzenia wybrali kolejnych 12. członków założycieli. W następnych dniach (27 i 28 listopada) statutowo określano Akademię jako instytucję użyteczności publicznej – społeczne  towarzystwo naukowe dotowane z budżetu Ministerstwa Wyznań Religijnych i Oświecenia Publicznego. Pierwszym prezesem został Gabriel Narutowicz. Utworzono cztery wydziały: 
- Nauk Matematyczno-Fizycznych,
- Nauk Inżynierskich (w tym  budownictwo[1][3])),
- Nauk Mechanicznych (w tym elektrotechnika[1][3]),
- Technicznych (Technologicznych[1][3]).

W ramach wydziałów działały komisje i komitety. Najwyższymi organami ANT były Walne Zebranie i Zarząd. 
W  roku 1932 członkami czynnymi Akademii było 36. a w 1937 – 52. przedstawicieli nauki (ANT też wówczas 58 członków korespondentów  – 26. krajowych i  32. zagranicznych). Członkiem honorowym był Ignacy Mościcki, a kolejnymi prezesami: Maksymilian Thullie, Maksymilian T. Huber, Maksymilian Matakiewicz i Aleksander Wasiutyński. 
Rozwój ANT napotykał na opór tradycyjnego środowiska uniwersyteckiego. W Polskiej Akademii Umiejętności rozważano inkorporację ANT, mimo że nauki techniczne nie były tam reprezentowane. Uważano za wystarczające istnienie Wydziału V Nauk Technicznych w Towarzystwie Naukowym Warszawskim. Członkowie ANT weszli jednak w skład Komitetu Porozumiewawczego Towarzystw Akademickich (1931) i Rady Nauk Ścisłych i Stosowanych (1936). W roku 1937 podjęto prace legislacyjne, zmierzające do zwiększenia rangi ANT poprzez nadanie jej charakteru instytucji państwowej. Dnia 25 maja 1939 roku – krótko przed wybuchem II wojny światowej – została uchwalona ustawa o utworzeniu Polskiej Akademii Nauk Technicznych (PANT), będącej „zespołem osób pracujących twórczo”, której zadaniem miało być „pielęgnowanie, popieranie i szerzenie nauk technicznych i ich nauk podstawowych”. Wybór władz PANT miał zatwierdzać Prezydent RP. Ustawa weszła w życie 1 czerwca 1939 roku. W skład PANT weszli członkowie ANT”.
W czasie okupacji niemieckiej w Polsce działalność Akademii była wstrzymana. Utraciła 35. członków i cały majątek. 
Po wojnie zamierzano rozpocząć pracę od wznowienia „Annales”. Dnia 28 grudnia 1945 r. powołano w Krakowie Komitet Redakcyjny pod przewodnictwem Tadeusza Banachiewicza, jednak okazało się niezbędne przekazanie sprawy do Warszawy, gdzie Czesław Wycech powołał (29 grudnia 1946) Komitet Organizacyjny PANT w składzie: Kazimierz Bassalik (przewodniczący), Wacław Paszkowski, Witold Pogorzelski, Kazimierz Żorawski, Wojciech Świętosławski. W grudniu odbyło się „ostatnie Walne Zebranie Akademii Nauk Technicznych”, w którym uczestniczyło 60 członków. Tego samego dnia odbyło się „Organizacyjne Zebranie PANT”, które aprobowało tekst statutu i wybrało Prezydium Akademii: Kazimierz Bassalik – prezes, Józef Zawadzki – wiceprezes, Janusz Groszkowski – sekretarz generalny, Witold Wierzbicki – zastępca sekretarza generalnego. Wznowienie działalności napotkało na trudności, m.in. związane z niechętną postawą ówczesnego ministra oświaty, Stanisława Skrzeszewskiego (PPR) oraz Ministerstwa Przemysłu. Wyrażając swój protest Janusz Groszkowski złożył w grudniu 1947 r. mandat sekretarza generalnego PANT (nie przyjęty przez Zarząd Akademii) a w lutym 1948 r. wystąpił do Ministerstwa Oświaty o „prowizoryczne upoważnienie […] Prezydium PANT do uruchomienia agend Akademii” (m.in. Komitetu Redakcyjnego „Rocznika PANT”). Przedłużające się negocjacje z ministerstwem ostatecznie zablokował Henryk Golański, co spowodowało złożenie mandatów przez członków Prezydium PANT, o czym członkowie Akademii i Ministerstwo Oświaty zostali powiadomieni 18 stycznia 1949 roku.

## Zakres działalności Akademii
W zakres działalności ANT wchodziło:
1. ułatwianie kontaktów wybitnych uczonych, których badania (prace teoretyczne lub doświadczalne) wzbogacają dorobek naukowo-techniczny,
2. organizowanie zjazdów i innych spotkań o charakterze naukowo-technicznym,
3. publikowanie wyników prac badawczych oraz podręczników technicznych,
4. ustalanie słownictwa technicznego i wydawanie słowników,
5. wspomaganie finansowania prac naukowych, przyznawanie nagród i zapomóg,
6. tworzenie bibliotek naukowych i pracowni, gromadzenie zbiorów,
7. nawiązywanie i utrzymywanie współpracy z zagranicznymi akademiami i towarzystwami naukowymi,
8. utrzymywanie współpracy z władzami państwowymi dotyczącej problemów technicznych (wymiana informacji, opracowywanie opinii).

W latach 1920–1939 wydano ponad 50 prac członków ANT (wcześniej prezentowanych na posiedzeniach naukowych),  publikowano prace doktorskie o charakterze naukowo-technicznym. Wydano też 6 tomów „Annales”, wykaz „Polskie placówki badawcze. Nauki fizyczne. Technika”, dwa informatory ANT (za lata 1920–1932 i 1933–1937) i 5 słowników wyrazów technicznych.